# Сару (Эстония)
Са́ру (эст. Saru), ранее также А́ла-Кю́ля, А́лакюла (эст. Alaküla) — деревня в волости Рыуге уезда Вырумаа, Эстония. 
До административной реформы местных самоуправлений Эстонии 2017 года входила в состав волости Мынисте (упразднена).

## География и описание
Расположена на северной стороне долины реки Мустйыги, в 25 км к юго-западу от волостного центра — посёлка Рыуге, и 38 км юго-западу от уездного центра — города Выру. Территория возле реки является частью ландшафтного заповедника Койва-Мустйыэ. Восточная граница деревни проходит вдоль реки Ахело (ручья Ахли). Деревню пересекает дорога Выру—Валга, вдоль которой стоят домовладения. Высота над уровнем моря — 72 метра.
Климат умеренный. Официальный язык — эстонский. Почтовый индекс — 66009.

## Население
По данным переписи населения 2021 года, в Сару насчитывалось 203 жителя, из них 159 (85,5 %) — эстонцы.
По данным переписи населения 2011 года, в деревне проживали 244 человека, из них 213 (87,3  %) — эстонцы.
Численность населения деревни Сару по данным переписей населения:
| Год  | 1959 | 1970   | 1979  | 1989  | 2000  | 2011  | 2021  |
| ---- | ---- | ------ | ----- | ----- | ----- | ----- | ----- |
| Чел. | 435* | ↘ 390* | ↘ 389 | ↘ 377 | ↘ 308 | ↘ 244 | ↘ 203 |

* Деревня Сару (эст. Saru küla) и поселение Сару (эст. Saru asundus) вместе.

## История
В письменных источниках 1386 года упоминается Sarrega, Sarrego (вак, деревня), 1419 года — Sargo (вак), 1443 года — Tzergo (вак), 1449 года — Tzargo (вак), 1529 года  — Sarck (мыза), 1542 года — Sarge (мыза), 1627  года — Sara Moysa (мыза), 1638 года — Sarwehoff (мыза), 1684 года — Sarwe kylla (деревня), Sarwe hoff, 1744 года — Saru (мыза), Sarukülsche Krug (корчма), Sarrokull ~ Sarrakull, Sarro, Sahruküll (деревня), 1782 года — Sahren, Saru, 1798 года — Saro (скотоводческая мыза), 1839 года — Sara (мыза), Saaruweski (мельница). 
Долгое время мыза Сара (нем. Saara, Сару, эст. Saru mõis) и деревня Сару существовали бок о бок. Поселение Сарумыйза, основанное в 1920-х годах на землях мызы Сара (Сару) в результате земельной реформы, в 1977 году было объединено с деревней Хюрова. 
Имеются сведения от 23 марта 1786 года о работающей в деревне Сару церковно-приходской школе, которая располагалась в овине, и где осенью обучалось 50 детей, весной около — 20 (пастор разрешал некоторым родителям обучать детей дома). Учителем был Танни Хенно (Tanni Henno). В качестве платы за работу ему полагалась т. н. «однодневная» земля и освобождение от налогов и других работ. Владелец соседней мызы Мензен (нем. Menzen, Мынисте, эст. Mõniste mõis), барон фон Коскюль, требовал, чтобы деревенские дети были обучены чтению и письму, и обещал построить ещё две школы. В 1828 году владельцем мызы был фон Вульф, при котором за отсутствие на уроках в школе налагался штраф в размере 8 копеек в неделю, а в 1830 году уже 10 копеек в неделю. Эту школу можно считать предшественницей нынешней школы в соседней с Сару деревне Куутси. 
Сегодня Сару является в Эстонии самой длинной деревней рядовой (линейной) формы. Такой тип расселения обусловлен ландшафтом: участки всех местных домовладений тянутся длинными полосами от реки до леса. 
Деревня Сару состоит из разных частей, некоторые из которых в прошлом были отдельными деревнями. В частности, деревня Андрусыл (эст. Andrusõl, деревня до 1977 года) была местом расположения волостной управы Сару, школы и библиотеки (её название происходит от названия хутора, которое, в свою очередь, произошло от личного имени Андрус). Иногда деревню Сару делили на Мяэкюля (эст. Mäekülä — с эст. «Горная деревня») и Алакюля (эст. Alakülä — с эст. «Нижняя деревня»), но их границы и расположение неясны. Западная часть деревни известна как Коннувере (эст. Konnuvere). Дальше на запад находится историческая Лауавабрику (эст. Lauavabriku) — промышленная деревня (с 1950 до 1977 года — поселение Сару, эст. Saru asund), образовавшаяся у железнодорожной станции Сару, работавшей в 1896—1970 годах. Своё название она получила от лесопильного завода (на эст. Lauavabrik). В 1977 году деревня Сару и поселение Сару были объединены.  
В 1972 году расположенной на территории деревни братской могиле советских воинов, павших во Второй мировой войне (исторический памятник с 1997 до 2023 года) был установлен памятник с надписью «Вечная слава героям, павшим в боях за свободу и независимость нашей Родины 1941—1945». В протоколе от 30 ноября 2022 года рабочая группа по советским памятникам при Госканцелярии Эстонии признала этот памятник «красным» монументом, подлежащим демонтажу с перезахоронением останков на кладбище. В ходе проведённых 8 августа 2023 года раскопок были обнаружены останки 6 красноармейцев; перезахоронены 22 августа на кладбище Мынисте-Ристику (см. Список советских военных памятников Эстонии).

## Инфраструктура
В начале XX века в западной части деревни возник лесоперерабатывающий центр. Его современным преемником является работающее в Сару деревообрабатывающее предприятие «OÜ Saru Lauavabrik» (111 работников по состоянию на 30 сентября 2023 года).  
C 2007 года на хуторе Алавески круглогодично работает зоопарк (Alaveski Loomapark); в нём, в приближённых к природным условиях, содержится 16 видов животных и птиц, в т. ч. медведи, рыси, волки, лисицы, куницы, еноты, кабаны.
Основное школьное образование можно получить в школах деревень Варсту (Varstu kool), Куутси (Mõniste kool) и Хаанья (Haanja kool), а также в посёлке Рыуге (Rõuge Põhikool); среднее образование — в уездном городе Выру. Ближайший продуктовый магазин находится в деревне Мынисте.

## Происхождение топонима
Обычно считается, что название деревни Сару происходит от эстонского слова sarv («рог»), однако самые ранние источники (до XVII века) не подтверждают это мнение. Основой названия деревни, вероятно, может быть утраченное эстонское слово saarg(u): saaru («столбец»). В диалектах финского языка, вепсском и лидийском языках слово sar(a) ‹ sa(a)ra — это «ручей», «рукав реки». В данном случае это слово могло обозначать реку Мустйыги как ответвление реки Койва или один участок реки, в который впадают несколько притоков (на территории деревни в Мустйыги впадает ручей Ускуна, река Вайдва и река Пеэтри).

## Известные уроженцы
- Сарв, Яан Хейнович (1877—1954), математик и педагог.

## Галерея

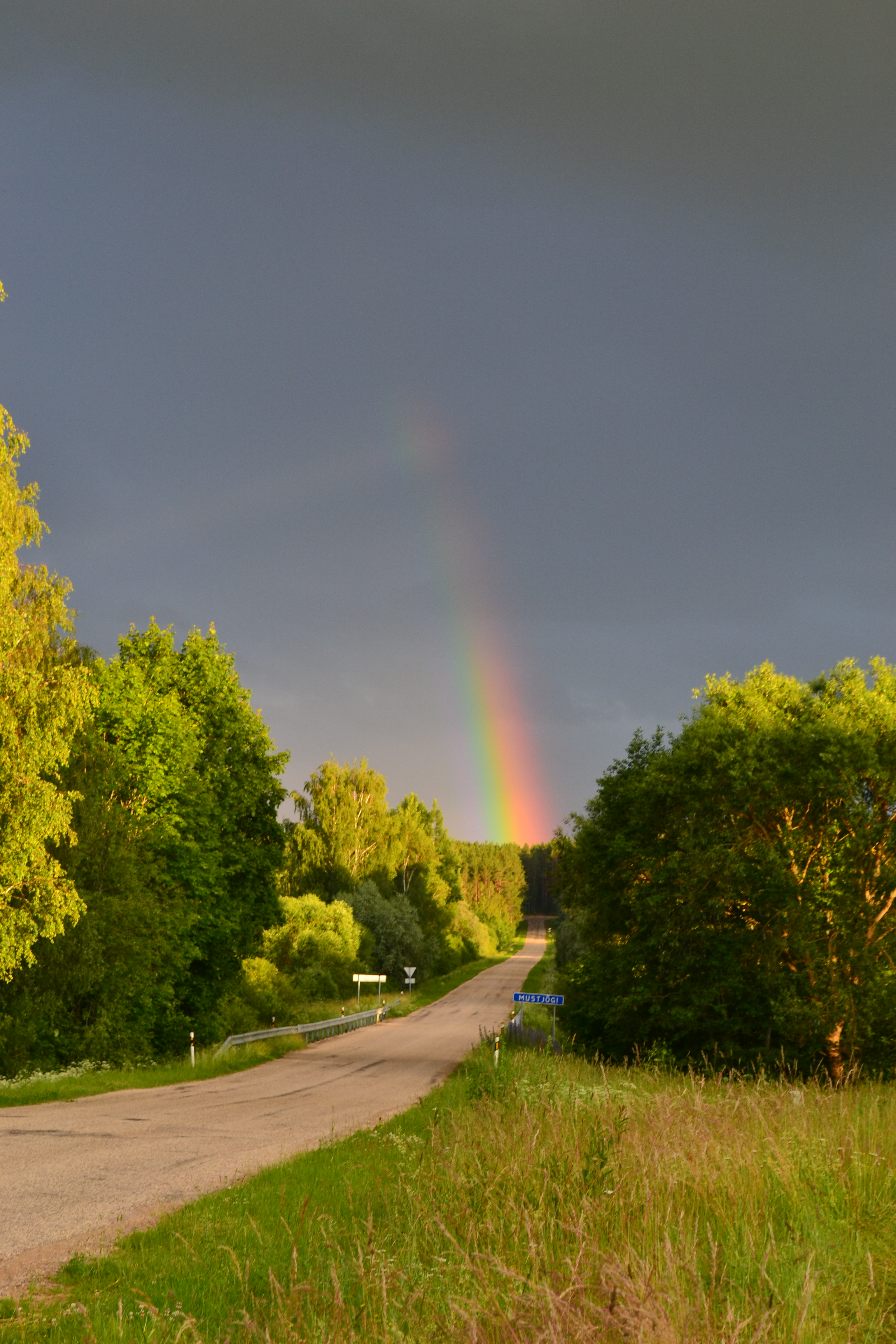
Дорога в деревне Сару
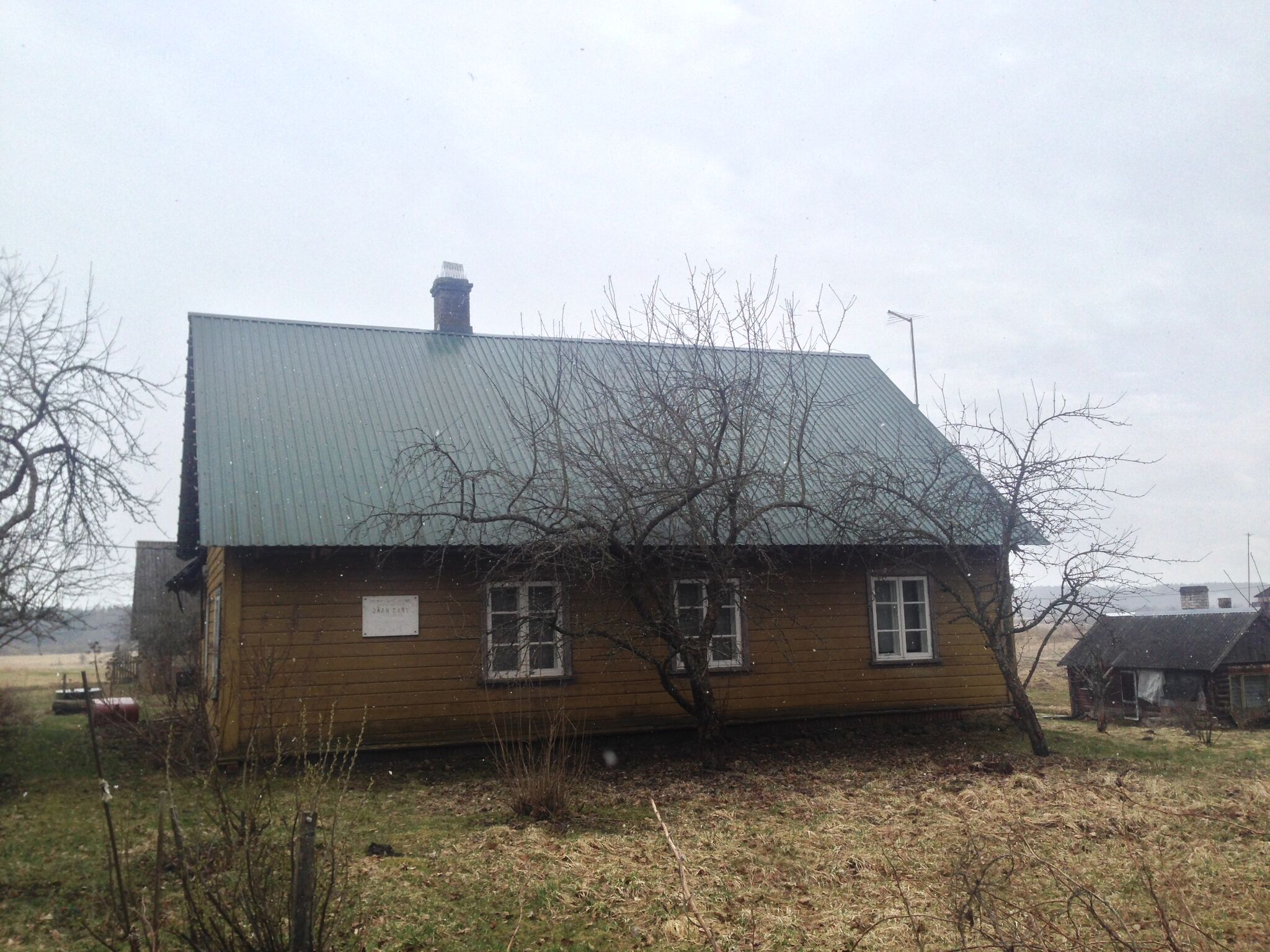
Дом, где родился Яан Сарв
Советский памятник на братской могиле павших во II мировой войне в Сару. Ликвидирован в 2023 году